# Aleš Fetters
Aleš Fetters (4. dubna 1933 Úpice – 15. května 2025 Náchod) byl český spisovatel, učitel a středoškolský profesor, autor mnoha literárních a historických článků i pohádek, literární vědec a skaut.

## Život
Aleš Fetters se narodil 4. dubna 1933 v Úpici. Otec byl dělník, matka byla švadlena. Učil český jazyk a literaturu na mnoha základních i středních školách v Královéhradeckém kraji.
V době pražského jara se angažoval v odborech a po srpnové invazi v roce 1968 na to také doplatil. Překládali ho ze školy na školu a nakonec strávil víc než deset let prací v náchodské teplárně. Po sametové revoluci byl krátce ředitelem gymnázia Aloise Jiráska v Náchodě.
Po odchodu do důchodu byl několik let kronikářem města Náchoda a i nadále se věnoval onomastice a literárněvědné práci.

### Ocenění
V roce 1991 byla Aleši Fettersovi udělena medaile Karla Čapka za činnost pro Společnost bratří Čapků, v roce 2000 cena města Náchoda, 2001 opět cena Karla Čapka (cena města Trenčianske Teplice), obdobné ocenění získal i v rodné Úpici.
V roce 2018 dostal pamětní medaili hejtmana „za celoživotní pedagogickou, publicistickou, literární i kulturní činnost a hluboký zájem o rodný kraj“.
V roce 2023 dostal, spolu s dalšími deseti osobnostmi, cenu ředitele Správy KRNAP za rok 2022
a později i stříbrnou medaili Ministerstva školství.

## Dílo
- 100 let od uvedení hry Aloise Jiráska Lucerna : 1905–2005, sborník[6]
- 120 let Hronu v hudebním životě Náchoda : 1861-1981[7]
- 140. výročí založení pěveckého sboru Hron : 1861–2001
- Alois Jirásek dnes, sborník[8]
- Báseň Svatopluka Čecha „Komenský“, doprovodný text[9]
- Blahoslav : Ročenka Církve československé husitské[10]
- Cesty k přátelství (Čapek - Šrámek)[11]
- Jméma osob ve Škvoreckého Zbabělcích[12]
- Josef Čapek : 1887-1945, sborník[13]
- Josef Škvorecký a Náchod[14]
- Karel Čapek v rodném kraji[15]
- Krajem devatera pohádek (literární místopis východních Čech)[16]
- Mariáš v Beránku, Náchoďan Vratislav Blažek[17]
- Malý slovník regionálních autorů[18]
- Metuje známá i neznámá[19]
- Náchodem Josefa Škvoreckého, průvodce[20]
- Osudu navzdory, život a dílo Heleny Čapkové[21]
- Pohádka o babiččině zástěře[22]
- Přátelé Karel Čapek a Fráňa Šrámek[23]
- Sto let školy v Náchodě-Babí : 1895-1995[24]
- Úpa známá i neznámá[25]
- Václav Černý v rodném kraji, sborník[26]
- Výroční zpráva gymnázia v Náchodě. Školní rok 1989[27]
- Zanechali stopu…: osobnosti kultury v Náchodě[28]

### O autorovi
- Epizoda z 60. let : korespondence Václava Havla a Aleše Fetterse[29]
- ed. E. Koudelková: Panu profesorovi s úctou, pocta Aleši Fettersovi [30]
- Č. rozhlas: Návštěva, Aleš Fetters (k 80. narozeninám), audionahrávka[31]
- Paměť národa: Mgr. Aleš Fetters, Totalita vždycky postupuje pomalu